# Villaveza de Valverde
Villaveza de Valverde ist ein nordwestspanischer Ort und eine Gemeinde (municipio) mit nur noch 72 Einwohnern (Stand: 2024) im Süden der Provinz Zamora in der Autonomen Gemeinschaft Kastilien-León. 

## Lage und Klima
Villaveza de Valverde liegt am westlichen Rand der Kastilischen Hochebene (Meseta Iberica) in einer Höhe von ca. 710 m. Die Provinzhauptstadt Zamora ist gut 48 Kilometer (Fahrtstrecke) in südsüdöstlicher Richtung entfernt. 
Das gemäßigte Kontinentalklima wird nur selten vom Atlantik beeinflusst.

## Bevölkerungsentwicklung
| Jahr      | 1970 | 1981 | 1991 | 2001 | 2011 | 2021 |
| Einwohner | 238  | 192  | 176  | 143  | 103  | 70   |

## Sehenswürdigkeiten

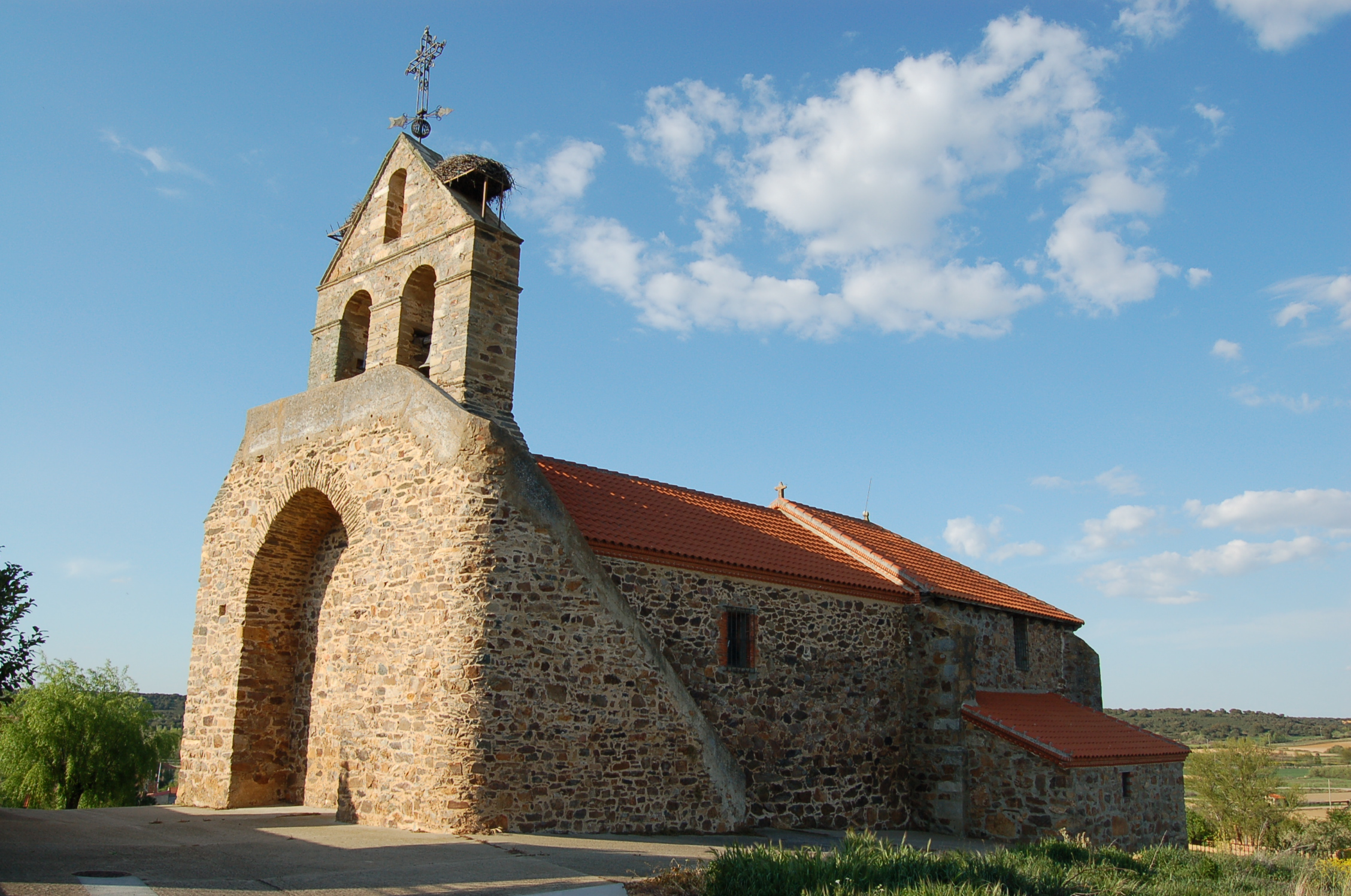
Salvatorkirche
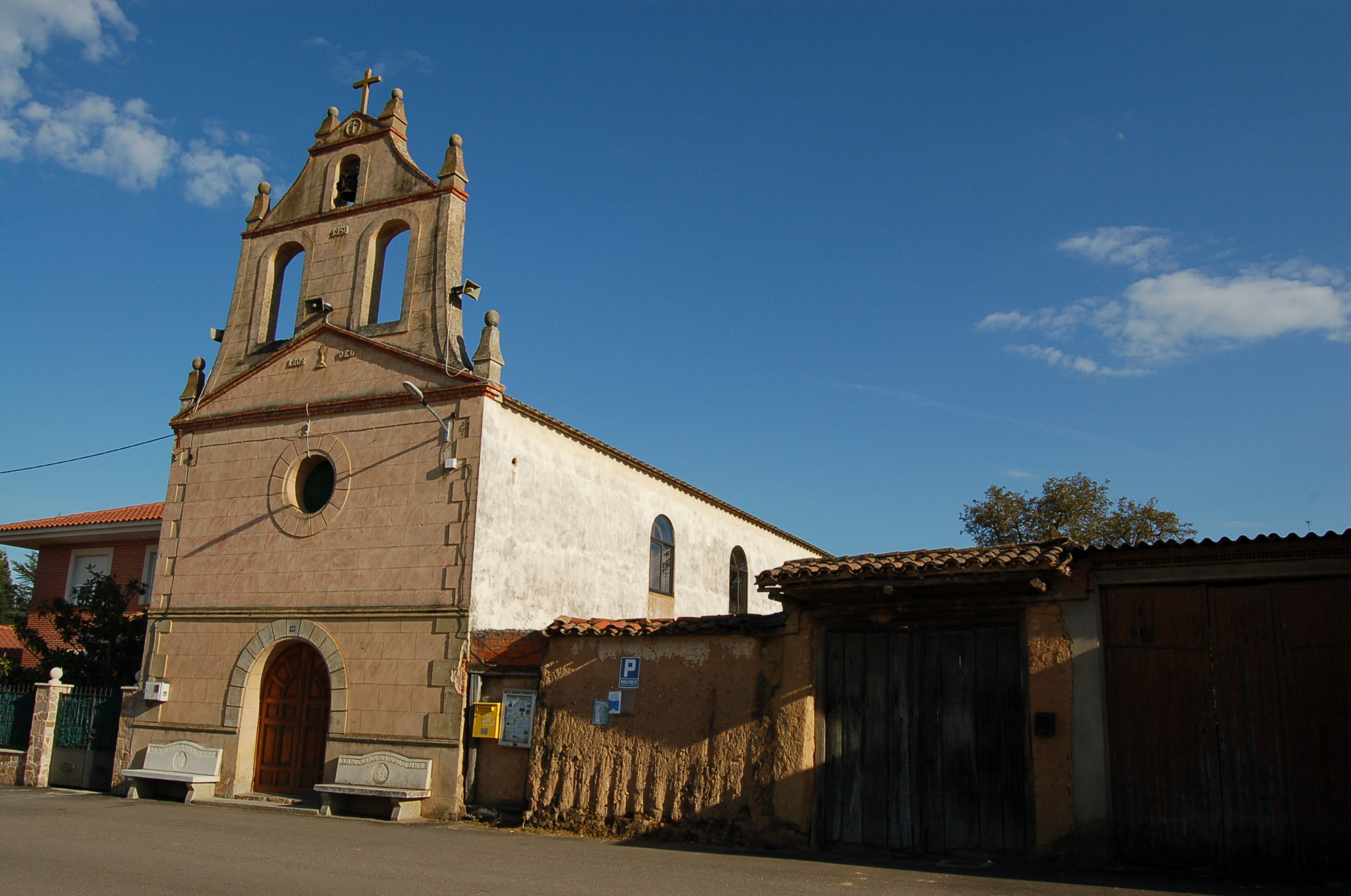
Kapelle
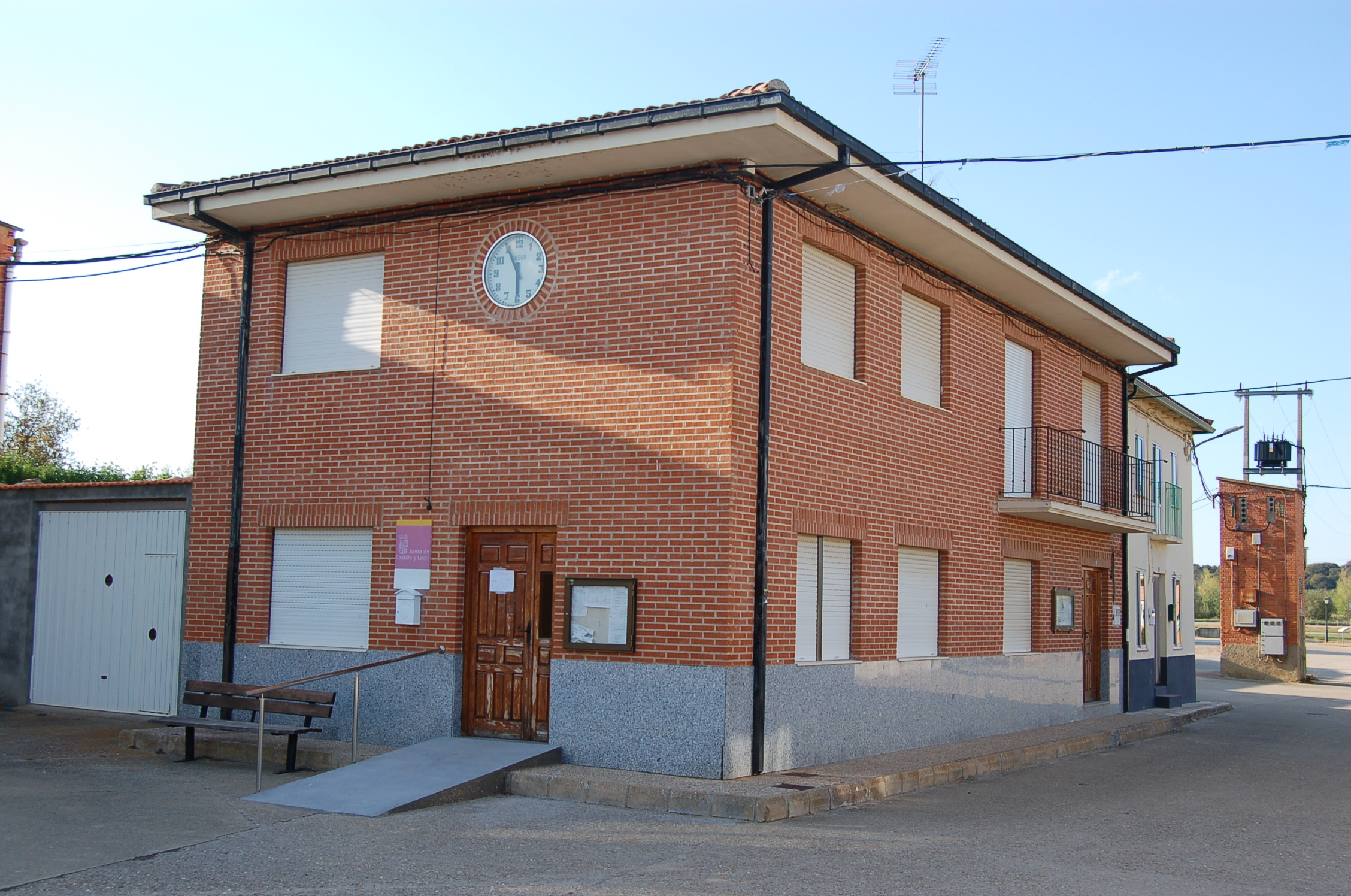
Rathaus

- Salvatorkirche
- Kapelle
- Rathaus